# Cousinia angreni
Cousinia angreni es una especie  de plantas con flores perteneciente a la familia de las asteráceas. Es originaria de Uzbekistán. 

## Taxonomía
Cousinia angreni fue descrita por Serguéi Yuzepchuk y publicado en Trudy Botanicheskogo Instituta Akademii Nauk S S S R. Ser. 1, Flora i Sistematika Vysshikh Rastenii. Moscow & Leningrad 3: 320. 1937.